# Федор, Иван
Иван Федор (словац. Ivan Fedor; род. 26 ноября 1980, Кошице) — словацкий хоккеист, вратарь. Выступает в Словацкой Экстралиге за ХК 05 Банска Быстрица».

## Карьера
Воспитанник хоккейной школы ХК «Кошице». Выступал за ХК «Кошице», ХК «Попрад», ХК «Прешов», ХК «Требишов», «Партизан» (Белград), МХК «Превидза», ХК «Нитра», ХК «Меркуря-Чук», ХК «Брезно».

## Достижения
- Чемпион Сербии (2007).
- Бронзовый призер чемпионата Словакии (2011).